# Инспектор милиции
Инспектор милиции — специальное звание высшего начальствующего состава милиции НКВД СССР в 1936—1943 годах. По рангу равнялось комиссару государственной безопасности 3-го ранга в ГУГБ НКВД, комкору в РККА и флагману 1-го ранга в РККФ. Данное специальное звание по рангу находится ниже директора милиции и выше старшего майора милиции.

## История звания
Звание инспектора милиции было введено Постановлением ЦИК СССР и СНК СССР от 26 апреля 1936 года объявленным приказом НКВД № 157 от 5 мая 1936 года для начальствующего состава органов рабоче-крестьянской милиции НКВД СССР.
9 февраля 1943 года Указом Президиума Верховного Совета СССР «О званиях начальствующего состава органов НКВД и милиции» вместо инспектора и директора милиции было введено специальное звание комиссар милиции 2-го и 1-го рангов.
| младшее звание: Старший майор милиции | Инспектор милиции | старшее звание: Директор милиции |

## Список инспекторов милиции
- 11.07.1936 — Жупахин, Сергей Георгиевич (1888—1940), начальник Управления Рабоче-Крестьянской Милиции УНКВД Ленинградской области
- 11.07.1936 — Климов, Михаил Ефимович (1897—?), начальник отдела подготовки ГУРКМ
- 11.07.1936 — Невернов, Адам Сергеевич (1895—1962), начальник отдела уголовного розыска Главного управления Рабоче-Крестьянской Милиции НКВД СССР
- 21.04.1939 — Москов, Владимир Семёнович (1901—1960), начальник отдела железнодорожной милиции Главного управления Рабоче-Крестьянской Милиции НКВД СССР
- 14.03.1940 — Галкин, Александр Григорьевич (1904—1971), начальник Главного управления Рабоче-Крестьянской Милиции НКВД СССР[1]
- 14.03.1940 — Романченко, Виктор Николаевич (1906—1950), начальник Управления Рабоче-Крестьянской Милиции г. Москвы УНКВД Московской области[2]
- 17.03.1942 — Грушко, Евгений Семёнович (1894—1955), начальник Управления Рабоче-Крестьянской Милиции УНКВД Ленинградской области[2]